# Eugène Salami
Eugène Salami (* 5. února 1989) je nigerijský fotbalový útočník, který momentálně hraje za maďarský klub Kecskeméti LC.

## Klubová kariéra
V létě 2013 přestoupil z Maďarska do FK Teplice. V Gambrinus lize debutoval 21. července 2013 proti 1. FC Slovácko (výhra 3:2). První gól vstřelil 28. září 2013 proti Bohemians Praha 1905, podílel se tak na vysoké výhře 5:1. Druhý ligový gól vsítil 11. listopadu 2013 v zápase s Libercem, před koncem prvního poločasu zakončil opakovanou střelou pohlednou akci Teplic. Utkání skončilo remízou 1:1. Sezonu 2013/14 v dresu Teplic zakončil s bilancí 25 ligových zápasů a 3 vstřelené branky, v létě 2014 s ním Teplice přestaly počítat. Po odchodu Martina Fenina do FC Istres ale zůstal v kádru.